# Watsu
 (mai 2022).
 (mai 2022).

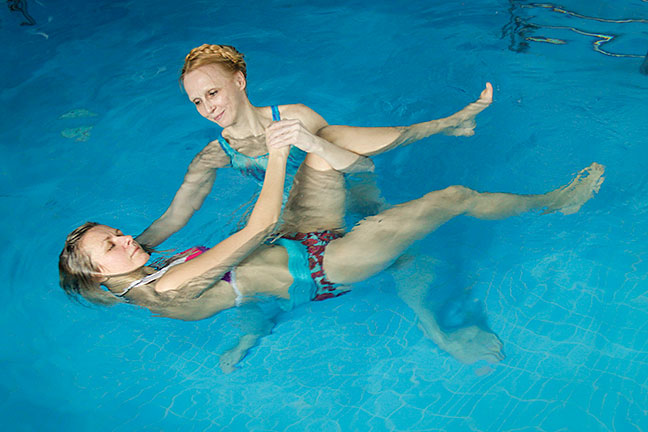
Watsu de 2016

Le terme « Watsu » est un mot-valise composé du mot anglais water, « eau », et de shiatsu, technique de massage créée au Japon dans la première moitié du XXe siècle. Ce terme et la technique de travail corporel aquatique qu’il désigne sont créés en 1980 par l’Américain Harold Dull (18 décembre 1935 ‒ 31 juillet 2019).
À l’origine, le Watsu désigne une forme de shiatsu donnée dans un bassin d’eau chauffée à 34,5-35°C(94-95°F). Il se définit comme une forme d’hydrothérapie passive : le praticien soutient dans l’eau le receveur pour lui donner, en lien avec sa respiration, des étirements, des tractions, des massages et des pressions. Contrairement à ce qui existe dans de nombreuses techniques de massage, les mouvements sont toujours choisis et combinés en fonction des besoins uniques de chaque receveur. Selon la formule de Philippe Quillien, instructeur français de Watsu, il n’existe pas « un protocole unique que l’on applique à tous les receveurs : on ne fait que du sur-mesure ».
Comme le Zen shiatsu dont il est inspiré, le Watsu se veut plus qu’une simple technique. Selon « La poétique du Watsu » de Harold Dull, « le mouvement du Watsu, sa danse, libère le corps. La proximité et le maternage du Watsu libèrent et ouvrent le cœur. Enfin, son jeu créatif et sa spontanéité libèrent l’esprit. »
Le Watsu est aujourd’hui pratiqué de manière professionnelle dans une quarantaine de pays. 
Aux États-Unis et en Europe notamment, le WATSU représente une marque dont l’utilisation est protégée (la protection de la marque n'est pas avérée). 

## Histoire

### Origine
À la fin des années 1950, Harold Dull participe au mouvement poétique appelé San Francisco Renaissance et fréquente notamment le « cercle » du poète Jack Spicer. Le Watsu lui inspirera aussi des poèmes. En 2007, ses poèmes de la jeunesse comme de la maturité sont réunis dans un recueil intitulé Finding Ways to Water. Dans plusieurs textes, Harold Dull met en lumière la parenté entre l’activité poétique et le Watsu, du point de vue de la créativité, du travail sur la forme, etc. Les Watsus sont « des poèmes écrits dans l’eau ».
Harold Dull occupe ensuite différents postes d’enseignement de l’anglais, d’abord à l’étranger (Mexique et Canada), puis à San Francisco. Il explore alors les sources d’eau chaude de la Californie du Nord. Après avoir reçu une séance de Zen shiatsu, il commence à étudier cette discipline avec deux élèves de Shizuto Masunaga, Reuho Yamada et Wataru Ohashi, puis achève sa formation au Japon auprès de Masunaga lui-même.
Harold Dull anime ensuite des ateliers de Zen shiatsu à Harbin Hot Springs qui est un centre de retraite et d’ateliers New Age situé au nord de la vallée de la Napa. Lors d’un atelier, il a l’idée de pratiquer dans les bassins d’eau chaude de Harbin les étirements du Zen shiatsu, ce qui facilite leur exécution et renforce leurs effets. Cette création du Watsu intervient en 1980.

### Développement
Le Watsu des origines était assez différent de ce qu’il est aujourd’hui. En premier lieu, les « receveurs » ne portaient pas autour de leurs cuisses ou de leurs mollets des bandes de néoprène appelées flotteurs. Pour empêcher leurs membres inférieurs de couler, ils étaient entraînés par les « donneurs » dans une sorte de tourbillon perpétuel. Le Watsu « des jours du dragon », comme écrit Harold Dull, était donc résolument yang.
En deuxième lieu, le Watsu est né et s’est développé dans un contexte de libération sexuelle et d’influences tantriques. Le premier livre sur le Watsu que publie, en 1987, Harold Dull s’intitule Bodywork Tantra. Par ailleurs, les séances comme les formations se pratiquaient dans la nudité. Harbin Hot Springs est en effet une communauté où le port du vêtement est facultatif (closing optional).
Enfin, au début des années 1990, on devient praticien de Watsu après 100 heures seulement de formation. Tous les mouvements du Watsu sont étudiés lors d’un stage de 50 heures, auquel s’ajoutent 50 heures de shiatsu.
Les flotteurs commencent à être utilisés au milieu des années 1990. Ils permettent un ralentissement et un apaisement du Watsu, qui devient plus méditatif, ainsi que la connexion à la respiration du receveur. Le Souffle de l’eau (Water Breath Dance) remplace le Bercement de base (Basic Rock) au début d’une séance de Watsu.
Les références tantriques disparaissent. Le port du maillot de bain devient la règle pendant les formations de Watsu, même à Harbin Hot Springs. À la fin des années 1980, une charte de déontologie et un comité d’éthique sont créés.
Le Watsu est découvert et pratiqué par des physiothérapeutes qui révisent certains mouvements conçus par Harold Dull. La manière de soutenir la tête du receveur dans la position de base est entièrement revue, en faisant passer l’avant-bras du donneur des cervicales à l’occiput. Des formes de Watsu sont conçues pour les individus avec des besoins physiques ou psychologiques particuliers, par exemple les femmes enceintes. Une physiothérapeute américaine, Peggy Schoedinger, développe le Clinical Watsu pour adapter les techniques aux besoins particuliers de chacun (par exemple Watsu 3 : Free Flow Adapted for Clients with Special Needs).
Enfin, Harold Dull conçoit d’autres disciplines aquatiques, comme le « Watsu pour jacuzzi » (Home Spa Watsu) et le Woga (mot-valise formé de water et yoga). Créé en même temps que le Watsu, le Tantsu® est un massage qui permet de retrouver au sol le portage (holding), la proximité et le type de « connexion » interpersonnelle qui caractérisent le Watsu.
Durant les dix dernières années de sa vie active, Harold Dull s’attache à développer un parcours «horizontal» de Watsu destiné aux personnes qui désirent partager ses bienfaits avec des proches, parents ou amis, par distinction du chemin « vertical » conçu pour les professionnels.
Au fil du temps, le Watsu de Harold Dull a inspiré d'autres pratiques corporelles aquatiques telles que la Healing Dance, la Water Dance, le Jahara, l'Aguahara, etc. La séquence de Watsu 1 connaît différentes variantes selon les continents (USA, France, Japon) et surtout selon les instructeurs et les instituts de formation, ce qui démontre que la pratique du Watsu est une tradition vivante.

## Description

### Principes
Dans une séance de Watsu, le praticien soutient en permanence la tête du receveur et, le plus souvent, la partie inférieure de son corps (sacrum ou jambes). Même si la plus grande partie du corps du receveur est immergée, son nez et sa bouche restent toujours au-dessus de la surface de l’eau. Cette caractéristique, qui distingue le Watsu d’autres disciplines de travail corporel aquatique comme la Water Dance (ou Wata), permet d’ouvrir les séances à un très large public, y compris aux personnes qui seraient rebutées ou exclues par le port du pince-nez exigé par des immersions complètes
Ce portage permanent, et la proximité qu’il implique entre le praticien et le receveur, contribue à la dimension maternante du Watsu. Dans la plupart des mouvements, le praticien veille à se connecter à la respiration de la personne qu’il porte, cette harmonie des deux respirations venant renforcer le sentiment d’être écouté et accueilli.
Le praticien utilise des positions souvent inspirées du tai chi chuan, comme celles du Cavalier ou du Guerrier. Pour mouvoir le corps du receveur, il utilise le transfert du poids de son corps, plutôt que la multiplication des pas et des déplacements dans le bassin.
L’influence du Zen shiatsu se manifeste par l’importance de la présence, « Being, not doing » selon la formule de Harold Dul, et par la préférence donné aux étirements des méridiens plutôt qu’à un travail de pression sur des points déterminés. Par ailleurs, le support permanent de la tête du receveur pendant une séance de Watsu représente l’équivalent de la « main mère » du praticien de Zen shiatsu, qui reste calmement posée sur le corps de la personne massée tandis que l’autre main travaille.
Si le Watsu puise son inspiration en Extrême-Orient, il rejette, pour le déroulement des séances, l’application des protocoles uniformes qui caractérisent de nombreuses techniques orientales de massage. En Watsu, les protocoles sont exclusivement destinés à l’apprentissage. Dans une séance, le praticien associe librement les mouvements qui lui semblent les mieux adaptés aux besoins actuels du receveur, en tenant compte également de ses propres caractéristiques physiques. Selon la formule de Philippe Quillien, instructeur français de Watsu, une rencontre de Watsu est toujours un dialogue verbal, avant et éventuellement après la séance, et surtout un « dialogue non verbal » pendant la séance.
Cet esprit de liberté permet au praticien d’exprimer sa créativité. Idéalement, une séance est constituée d’un «flot libre» (free flow). C’est ce qui explique que, selon les personnalités des receveurs et des praticiens, cette séance sera plus ou moins maternante, dansante, « massante », méditative… « Chaque séance de Watsu représente une expérience unique. En résonance avec son histoire, le receveur part à la découverte de son intériorité et de sa relation avec les autres. Le massage dans l’eau chaude rappelle à l’un les soins maternels reçus dans l’enfance, plonge l’autre dans un état méditatif, fait vivre à un troisième les plaisirs de la danse… »

### Indications et contre-indications
En l’état de la législation française, le Watsu vise principalement le bien-être, le mieux-être des personnes auxquelles il peut apporter un relâchement des tensions corporelles et une profonde détente psychique.
Pour que le Watsu puisse être utilisé dans une intention thérapeutique, il est indispensable que le praticien de Watsu soit également formé et habilité à donner des soins : kinésithérapeute, ostéopathe, infirmier, psychiatre, psychothérapeute…
Les contre-indications au Watsu sont surtout des contre-indications à l’immersion ou à l’immersion dans une eau chauffée à 35°C.
Les contre-indications absolues rendent inappropriée toute forme de travail corporel aquatique : plaies ouvertes importantes, fièvre au-delà de 38° C, insuffisance cardiaque ou respiratoire, infection respiratoire grave, infections cutanées contagieuses…
Les contre-indications relatives peuvent rendre, selon les cas, le travail corporel aquatique inappropriée ou imposer des précautions particulières : petites plaies ouvertes (protection avec un pansement étanche à l’eau), opération chirurgicale récente (nécessité d’un avis médical préalable), mal de mer ou des transports (cela peut exiger que le client garde les yeux ouverts ou donne un feedback), fréquentes infections d’oreille (possibilité d’utiliser des bouchons d’oreille)…

## Formation
La Worldwide Aquatic Bodywork Association (WABA) fixe les règles relatives aux formations et aux habilitations au niveau international. Plus particulièrement ces règles sont fixées par son comité consultatif pour les normes éducatives (Educational Standard Advisory Committee, ESAC). Il faut noter que l'association WABA a été fondée par Harold Dull et souhaite dès lors exercer le monopole de la formation, mais que la marque  déposée n'a pas été protégée pendant une bonne décennie. En Europe, il en résulte une multiplicité d'écoles de Watsu, dispensant des formations professionnelles de Watsu [réf. nécessaire]. 

## Évaluation scientifique
En mars 2020, une équipe de chercheurs européens (2 Suisses, 2 Allemands et 1 Belge) conduite par Agnes M. Schitter a publié la première revue systématique de la littérature scientifique relative aux effets du Watsu sur la santé (« Applications, indications, and effects of passive hydrotherapy WATSU (WaterShiatsu)—A systematic review and meta-analysis ») dont les résultats avaient préalablement été présentés au congrès de la World Confederation of Physiotherapy au Cap (Afrique du sud).
L’article montre la «faiblesse qualitative et quantitative des preuves» concernant les effets bénéfiques du Watsu sur la douleur, les fonctions physiques ou la santé psychique.
Les études scientifiques de qualité sur le Watsu se montrent peu nombreuses. Au terme d’une recherche dans 32 bases de données, l’équipe d’Agnes M. Schitter soumet à l’évaluation du risque de biais 27 articles. Plus de la moitié des articles (17) sont rédigés par des auteurs brésiliens (14 en portugais et 3 en anglais). Il n’existe aucune étude rédigée en français ou par des auteurs français.[réf. nécessaire]
Une autre limite d’ordre quantitatif est que ces études portent sur un nombre de participants relativement réduit ‒ 360 participants ‒ dont 268 ont reçu des séances de Watsu.
La faiblesse est également qualitative. Le niveau de qualité global des études scientifiques sur le Watsu est estimé, selon le système de gradation GRADE, de « bas » à « modéré ». Si Agnes M. Schitter et son équipe recommandent avec assurance le Watsu dans un but de bien-être, ils concluent à une nécessaire circonspection dans son utilisation comme méthode de traitement efficace pour une grande variété de conditions cliniques. Leur méta-analyse vise à préparer les investigations futures qui permettront au Watsu de prendre place dans les systèmes de soins.

### Effets physiques
Dans le cadre du département d’obstétrique et de gynécologie de l’hôpital universitaire de Berne, une étude pilote a mesuré les effets de séances protocolées de Watsu sur des femmes durant leur troisième trimestre de grossesse, tandis les femmes d’un groupe-contrôle ne recevaient aucun traitement (Watsu ou autre).
Les résultats quantitatifs de l’étude démontrent une amélioration notable de l’état psychique et une réduction du stress comme de la douleur (notamment au niveau lombaire) ressentis par les femmes du groupe d’intervention. Concernant les perceptions subjectives, les commentaires des participantes font état d’une expérience agréable et d’une impression générale de relaxation tant sur le plan physique que psychique.
Selon Philippe Quillien, instructeur de Watsu, cette étude présente toutefois deux limites. Mentionnée par les auteurs, la première résulte des effectifs réduits des groupes d’intervention et de contrôle qui comptaient respectivement 9 et 8 femmes. « La seconde tient à l’absence d’un troisième groupe composée de femmes enceintes allant passer seules une heure dans l’eau chaude. En effet, des études établissent que la simple immersion dans l’eau chaude réduit la douleur. Cela aurait permis de mieux distinguer ce qui revient au Watsu, à ses étirements, à ses massages, et ce que l’on doit à l’eau chaude. » 

### Effets psychiques
Aux États-Unis, la Wave Academy a mis au point en 2013 et 2014 un programme pour soigner au moyen du travail corporel aquatique des vétérans souffrant de troubles de stress post-traumatique (TSPT). L’expérience s’est déroulée à San Diego où habitent de nombreux militaires. Pendant huit semaines, chaque vétéran a reçu une séance d’une heure par semaine. L’étude conduite en partenariat avec un centre de recherche de l’université Johns Hopkins établit, pour les 15 vétérans concernés en 2013, une diminution de plus de 28 % des symptômes de TSPT, avec pour conséquence une amélioration de la durée et de la qualité du sommeil, une réduction de la douleur et un plus bas niveau d’anxiété.
Selon les résultats d’un programme visant à traiter 153 soldats allemands souffrant de stress après leur déploiement à l’étranger, les séances de Watsu données au début et à la fin d’une formation de trois semaines à la pleine conscience (mindfulness) influencent de manière positive l'intérêt des participants pour une pratique à long terme de la méthode enseignée. En revanche, elles n’ont pas pour effet d’accroître l'efficacité de la pratique de la pleine conscience.